# Homostola zebrina
Homostola zebrina är en spindelart som beskrevs av William Frederick Purcell 1902. Homostola zebrina ingår i släktet Homostola och familjen Cyrtaucheniidae. Inga underarter finns listade i Catalogue of Life.